# Светозар Арсенијевић
Светозар Арсенијевић (Варварин, 1854 — 1932) био је српски лекар, санитетски пуковник, учесник ослободилачких ратова Кнежевине Србије од 1876—1978. и ратова Краљевине Србије од 1912. до 1916. године, управник Централне војне болнице у Београду.

## Живот и каријера
Рођен је у Варварину 1854. године. Студдирао је у Бечу, где је након апсолвирањао на Природноматематичком одсеку Велике школе, 1890. године дипломирао медицину.
Као студент учествовао је у ослободилаћким ратовима које је Србија водила од 1876. до 1878. године.
Након дипломирања од 1890. године био је на служби у Војној болници у Београду. Потом је обављао дужност управник и шеф Унутрашњег одељења Војне болнице у Ваљеву, Крагујевцу, Зајечару.
За управник Централне војне болнице у Београду постављен је 1902. године.
Један период био је управник Главног санитетског слагалишта, а од 1910. године и референт санитета Дунавске дивизијске области.
У ратовима од 1912. до 1916. године био је начелник санитета Треће армије, а затим и председник Лекарске комисије у Тулону.

## Признања
Светозар Арсенијевић, за своје дело носилац је највиших одликовања и признања.